# كاوانيشي (هيوغو)
مدينة كاوانيشي (بالإنجليزية: Kawanishi)‏ هي أحد المدن التابعة لمحافظة هيوغو. تأسست رسميًا في 01/08/1954. ويقدر عدد سكانها بـ 157461 نسمة حسب تقدير مكتب الإحصاء الياباني لعام 2012. تبلغ مساحة كاوانيشي 53.44 كم2. بكثافة سكانية تبلغ 2947 نسمة/كم2.

## أعلام
- تاكايوكي يوشيدا
- كانا ايمورا
- إيجي موريوكا
- تاكوتو هاراغوتشي
- هيروتو كويا
- ناوكي اوغاوا